# Suiza en los Juegos Europeos de Cracovia 2023
Suiza participó en los Juegos Europeos de Cracovia 2023 con un equipo de 214 deportistas. Responsable del equipo nacional fue la Asociación Olímpica Suiza.

## Medallistas
El equipo de Suiza obtuvo las siguientes medallas:
| Nombre                                                | Deporte               | Competición                          |
| ----------------------------------------------------- | --------------------- | ------------------------------------ |
| Oro                                                   |                       |                                      |
| Ramon Wipfli                                          | Atletismo             | 800 m M                              |
| Jason Joseph                                          | Atletismo             | 110 m vallas M                       |
| Equipo                                                | Fútbol playa          | Torneo M                             |
| Michelle Heimberg                                     | Saltos                | Trampolín 1 m F                      |
| Nina Christen                                         | Tiro                  | Rifle 10 m F                         |
| Jan Lochbihler Nina Christen                          | Tiro                  | Rifle 3 posiciones 50 m mixto        |
| Equipo                                                | Tiro                  | Rifle 10 m por equipo F              |
| Plata                                                 |                       |                                      |
| Lars Forster                                          | Ciclismo de montaña   | Campo a través M                     |
| Alexis Bayard Théo Brochard Hadrien Favre Max Heinzer | Esgrima               | Espada por equipo M                  |
| Elena Quirici                                         | Karate                | Kumite –68 kg F                      |
| Martin Dougoud                                        | Piragüismo en eslalon | K1 individual M                      |
| Equipo                                                | Tiro                  | Rifle 3 posiciones 50 m por equipo F |
| Bronce                                                |                       |                                      |
| Simon Ehammer                                         | Atletismo             | Salto de longitud M                  |
| Angelica Moser                                        | Atletismo             | Salto con pértiga F                  |
| Jenjira Stadelmann                                    | Bádminton             | Individual F                         |
| Sina Frei                                             | Ciclismo de montaña   | Campo a través F                     |
| Julien Clémence                                       | Escalada              | Bloques M                            |
| Yuki Ujihara                                          | Karate                | Kata M                               |
| Danylo Mancari                                        | Kickboxing            | Puntos –74 kg M                      |
| Maeline Lachaud                                       | Kickboxing            | Puntos –50 kg F                      |
| Michelle Heimberg                                     | Saltos                | Trampolín 3 m F                      |
| Gregor Deschwanden                                    | Salto en esquí        | Trampolín normal individual M        |
| Keziah Chabin Florian Faber Thomas Rufer              | Tiro con arco         | Recurvo por equipos M                |
| Adrien Briffod                                        | Triatlón              | Individual M                         |